# Maria Simma
Maria Agata Simma, conhecida como Maria Simma (Sonntag, 5 de fevereiro de 1915 – Sonntag, 16 de março de 2004), foi uma mística católica austríaca que ficou conhecida por seu suposto dom de receber visitas das Almas do Purgatório.

## Biografia

### Vida pregressa
Maria Agata Simma nasceu em Sonntag, Áustria, em 5 de fevereiro de 1915. Filha de Giuseppe Antonio e Aloisa Rinderer, ela foi a segunda de 8 irmãos. Ela viveu em uma família muito humilde e religiosa, especialmente sua mãe, que também tinha uma dedicação especial às Almas do Purgatório. Aos 8 anos, ela sofreu de pleurisia e pneumonia, o que a impediu de se desenvolver fisicamente. Aos 17 anos, ela tentou entrar em três conventos, mas foi rejeitada devido à sua condição física aparentemente frágil. Depois disso, ela entendeu que não era a vontade de Deus que ela se tornasse freira, então ela implorou a Ele e à Santíssima Virgem Maria que a ajudassem a servir a Deus e às Almas do Purgatório.
Foi em 1940, aos 25 anos, que ela começou a receber visitas de almas que vinham até ela em busca de ajuda. No início, elas a visitavam raramente, apenas à noite, mas com o passar do tempo, passaram a visitá-la quase diariamente, tanto de dia quanto de noite. Sua experiência extraordinária, que mais tarde foi descrita em vários livros, um dos mais famosos foi o escrito por (Nicholas Eltz mais conhecido como Nicky Eltz) chamado "Get Us Out of Here".
Inúmeras conferências foram realizadas por ela, a fim de conscientizar sobre os pedidos de oração feito pelas Almas do Purgatório.

### Conversa com as Almas do Purgatório
No livro "Get Us Out of Here Interview with Nicky Eltz" , Maria Simma diz que as almas pedem para serem ajudadas por nós através da oração, da recitação do Rosário e especialmente com a Santa Missa, para abreviar o tempo no purgatório pelos pecados cometidos em vida. O livro deixa uma lição muito importante sobre o que devemos e não devemos fazer na vida, bem como o que devemos fazer pelos nossos falecidos, sobretudo não nos esquecermos de rezar por eles.
 

Entre as revelações feitas pelas almas, sobre algumas práticas da sociedade atual que não agradam aos olhos de Deus, ela dá especial destaque ao hábito de receber a comunhão na mão:
"Em circunstâncias normais, somente as mãos consagradas dos sacerdotes devem distribuir a comunhão, pois é o próprio corpo de Jesus."
Também lhe falaram sobre o erro da doutrina da reencarnação, do ateísmo, o destino de suicidas e maus clérigos, entre outros temas de interesse.
Quanto às aparições da Virgem Maria, destacam-se os importantes frutos que delas derivam, em particular as conversões, citando Lourdes, Rue de Bac, Fátima, Medjugorje e Garabandal.
Por sua vez, o livro "Minha Experiência com as Almas do Purgatório" indica que no dia da Assunção de Maria ela pediu a Jesus a libertação de todas as (almas) que estavam então no purgatório e Jesus ouviu a oração de sua Mãe de tal maneira que no dia da assunção todas as almas a acompanharam ao céu, porque ela foi então coroada como Mãe da Misericórdia e Mãe da Divina Graça.
Ela também menciona uma intervenção muito iminente de Deus para corrigir os erros dos homens.

### Diferença da Necromancia
Durante uma entrevista, Maria Simma foi questionada sobre a diferença entre o que ela vivia com as almas dos mortos e as práticas do espiritismo, sobre o qual ela respondeu:
Não devemos invocar as almas — eu não tento fazê-las vir. No espiritismo, as pessoas tentam invocá-las. Essa distinção é bastante clara e devemos levá-la muito a sério. Se as pessoas acreditassem apenas em uma coisa que eu disse, gostaria que fosse esta: aqueles que se dedicam ao espiritismo (invocar os mortos, mover mesas e outras práticas desse tipo) pensam que estão invocando as almas dos mortos. Na realidade, se há alguma resposta ao seu chamado, é sempre e sem exceção Satanás e seus anjos que respondem. As pessoas que praticam o espiritismo (adivinhos, bruxas, médiuns, etc.) estão fazendo algo muito perigoso para si mesmas e para aqueles que as procuram em busca de conselhos. Estão atoladas até o pescoço em mentiras. É proibido, estritamente proibido, invocar os mortos. Quanto a mim, nunca fiz isso, não faço e nunca farei isso.

### Morte
Maria Simma morreu em Sonntag no dia 16 de março de 2004, aos oitenta e nove anos.

## Maneiras de ajudar as Almas do Purgatório
Maria Simma lista oito maneiras de ajudar as Almas do Purgatório:
- Celebre missas por elas;
- Dê consentimento ao sofrimento expiatório;
- Reze o terço;
- A Via Sacra (Via Crucis);
- Indulgências;
- Esmola e boas obras;
- Acenda velas;
- Jogue água benta.